# Chlorops cingulata
Chlorops cingulata är en tvåvingeart som beskrevs av Roser 1840. Chlorops cingulata ingår i släktet Chlorops och familjen fritflugor.
Artens utbredningsområde är Tyskland. Inga underarter finns listade i Catalogue of Life.